# Lori Wilson (Politikerin, 1937)

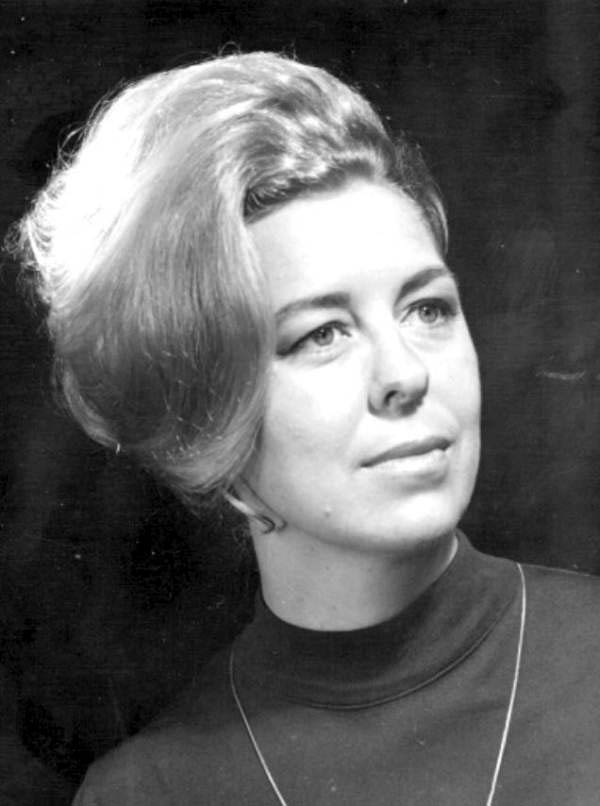
Lori Wilson (1972)

Lori Wilson (* 25. Februar 1937 in Waynesville North Carolina; † 30. Januar 2019 in Indian Harbour Beach, Florida) war eine US-amerikanische Anwältin und Politikerin im Bundesstaat Florida.
Lori Wilson kam 1960 nach Florida. Ein Teil ihrer Vorfahren waren Cherokee. Sie besuchte die Tennessee Technological University, das Rollins College und das Brevard Community College. Wilson lebte in Cocoa Beach. Sie war ehrenamtliche Direktorin der Central Florida Zoological Society und Direktorin des Florida Injured Wildlife Sanctuary. Sie war auch Mitglied der University of Florida Foundation. Wilson war Mitglied der Brevard-County-Kommission. Von 1973 bis 1978 war sie außerdem Mitglied des Senats des Bundesstaates Florida für den 16. Distrikt als unabhängiges Mitglied.
Wilson starb nach langer Krankheit im Hause ihrer Tochter.